# تحلیلی از دیدگاه‌های فلسفی فیزیک‌دانان معاصر
تحلیلی از دیدگاه‌های فلسفی فیزیک‌دانان معاصر کتابی از مهدی گلشنی است که در سال ۱۳۶۹ منتشر و در مراسم کتاب سال جمهوری اسلامی ایران به‌عنوان کتاب برگزیده معرفی شد.